# Лопатин, Андрей Михайлович
Андре́й Миха́йлович Лопа́тин (род. 27 августа 1998, Москва) — российский профессиональный баскетболист, играющий на позиции тяжёлого форварда.

## Карьера
Лопатин начал заниматься баскетболом в 7 лет, в СШОР № 49 «Тринта». Первый тренер — Андрей Вячеславович Шигин.
Сезон 2013/2014 Лопатин играл в составе юниорской команды МБА, которая в первый год своего существования смогла войти в четвёрку сильнейших Первенства ДЮБЛ.
С 2014 года Лопатин выступал в системе баскетбольного клуба ЦСКА.
В 2015 году Лопатин стал единственным представителем России, приглашённым на «Матч звёзд Европы U-18», проходивший во французском Лилле во время Евробаскета-2015. В сентябре 2016 года принял участие в предсезонной подготовке с основной командой.
В сезоне 2016/2017 Единой молодёжной лиги ВТБ Лопатин был признан «Самым ценным игроком» апреля и вошёл в символическую пятёрку регулярного чемпионата.
В июне 2017 года Лопатин подписал 5-летний контракт с ЦСКА.
В сезоне 2017/2018 Лопатин стал 3-кратным чемпионом Единой молодёжной лиги ВТБ, а также был признан «Самым ценным игроком» «Финала восьми» и вошёл в символическую пятёрку финального турнира.
5 октября 2018 года Лопатин дебютировал за основную команду ЦСКА в матче 1 тура Единой лиги ВТБ против «Енисея» (91:66). В этой игре Андрей отметился 1 очком и 1 блок-шотом.

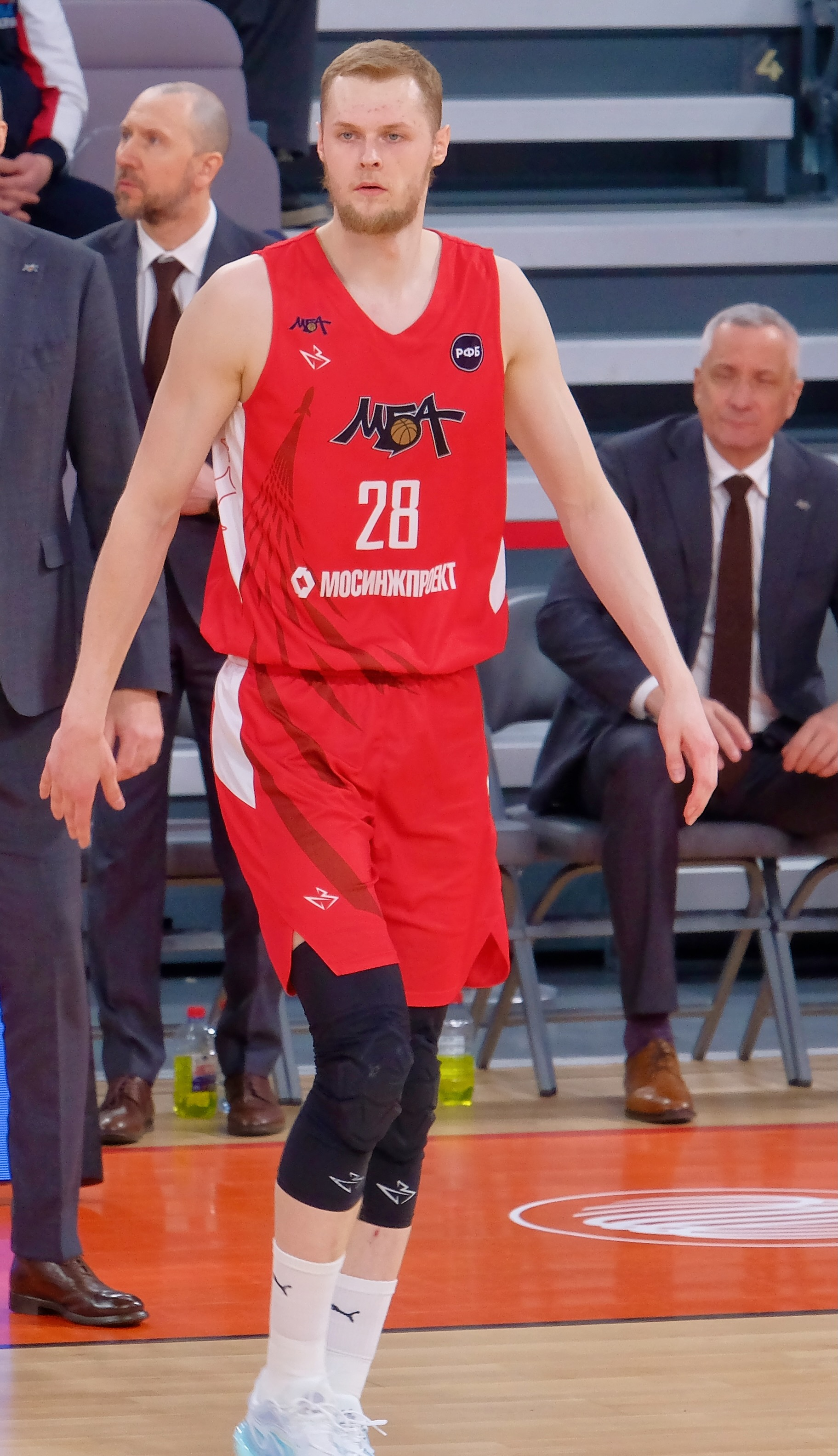
Андрей Лопатин в составе МБА

В июле 2022 года Лопатин вернулся в МБА.
19 февраля 2023 года Лопатин принял участие в «Матче всех звёзд» Единой лиги ВТБ в составе команды New School. В этой игре Андрей провёл на площадке 20 минут 28 секунд и набрал 9 очков, 1 подбор и 4 передачи. Также, Лопатин принял участие в конкурсе трёхочковых бросков.
В июне 2024 года Лопатин перешёл в УНИКС.
В сезоне 2024/2025 Лопатин стал бронзовым призёром Единой лиги ВТБ и чемпионата России, а также серебряным призёром Суперкубка Единой лиги ВТБ.
В июне 2025 года Лопатин подписал новый контракт с УНИКСом по схеме «1+1».

## Сборная России
В декабре 2016 года Лопатин был включён в окончательную заявку сборной России (до 18 лет) для участия в чемпионате Европы.
В июне 2019 года Лопатин получил приглашение в открытый тренировочный лагерь для ближайшего резерва сборной России.
В июне 2022 года Лопатин принял участие в Открытом лагере РФБ для кандидатов в сборную России не старше 25 лет, проходящих в возрастные рамки для участия в студенческих соревнованиях.
Андрей дебютировал за сборную России по баскетболу. Это произошло в матче квалификации Евробаскета-2022 против сборной Эстонии, За 21 минуту набрал 8 очков (трехочковые – 2 из 3), сделал 1 подбор, 1 передачу и 1 перехват. А заодно оформил высшее достижение национальной команды: именно его дальнее попадание на 33-й минуте оказалось 17-м в матче (из 19). Так много трехочковых в официальных встречах мужская сборная России прежде не забивала никогда. 

## Личная жизнь
18 июня 2021 года Андрей и его девушка Таисия официально стали мужем и женой.

## Достижения
- Чемпион Евролиги: 2018/2019
- Чемпион Единой лиги ВТБ (2): 2018/2019, 2020/2021
- Серебряный призёр Единой лиги ВТБ: 2021/2022
- Бронзовый призёр Единой лиги ВТБ (2): 2024/2025, 2024/2025
- Серебряный призёр Суперкубка Единой лиги ВТБ: 2024
- Чемпион России: 2018/2019, 2020/2021
- Серебряный призёр чемпионата России (2): 2021/2022
- Бронзовый призёр чемпионата России (2): 2024/2025, 2024/2025
- Бронзовый призёр Кубка России: 2022/2023
- Чемпион Единой молодёжной лиги ВТБ (3): 2015/2016, 2016/2017, 2017/2018
- Чемпион ДЮБЛ: 2015/2016
- Серебряный призёр ДЮБЛ: 2014/2015